# Aeroportul Tarin Kowt
Aeroportul Tarin Kowt (IATA: TII, ICAO: OATN) este un aeroport din Afganistan ce deservește zona Tarinkot⁠(d).
Situat la o altitudine de 1.370 m, aeroportul dispune de o singură pistă.